# 香港彩虹
香港彩虹是香港一個非牟利組織同志社群。由張錦雄、「Tommy仔」、「Justin」等人在1998年12月1日創辦，並於2011年正式註冊為慈善團體。

## 宗旨
1. 宣揚平等機會意識；
2. 改善基層的生活空間及質素；以義工發掘的社區需要為本，並與之籌辦多元化的服務和活動。
3. 致力宣揚「正視愛滋病，不再恐同」的訊息。

香港彩虹致力於各種活動，如曾參與及籌辦國際不再恐同日（香港區）遊行、香港同志遊行、七一大遊行及國際人權日嘉年華等。

## 歷史
成立早期，他們曾經在旺角設有會址，但經營一年後便因財政問題搬走。其間仍有主辦不同的活動以維持組識運作。直至2007年，香港彩虹獲得愛滋病信託基金的資助於佐敦開辦香港首間為同志而設的社區服務中心，為同志及性小眾提供輔導、義工訓練及興趣班等活動。
張錦雄於2009年因成立彩虹中國，需要到內地管理組織而離任香港彩虹，而香港彩虹即由Tommy、岑子杰（燕夕，後任民間人權陣線召集人）、天風和Raymond Lai擔任執行幹事。